# لاجس پینتاداس
لاجس پینتاداس (به پرتغالی: Lajes Pintadas) یک منطقهٔ مسکونی در برزیل است که در ریو گرانده شمالی واقع شده‌است. لاجس پینتاداس ۴٬۷۶۳ نفر جمعیت دارد.